# 天主教瓦烏教區
天主教瓦烏教區（拉丁語：Dioecesis Vavensis），是羅馬天主教會以南蘇丹共和國瓦烏為中心的一個教區，屬朱巴總教區。
教區位於該國西部的北加扎勒河省、西加扎勒河省和瓦拉布省。2002年有1,190,000名教友，十七個堂區、十九名司鐸。教區主教為魯道夫·鄧·馬賈克。1913年5月30日設加扎勒河監牧區。1917年6月13日升為代牧區。1961年5月26日易名為瓦烏代牧區。1974年12月12日升格為教區。